# Autorské právo
Autorské právo (anglicky copyright law) je odvětví práva, které se zabývá právními vztahy uživatelů a tvůrců tzv. „autorských děl“ k příslušným dílům. Tvůrci mohou být například spisovatelé, hudebníci, filmaři, architekti, urbanisté a programátoři apod. Prostřednictvím autorského práva stát poskytuje autorům po jistou omezenou dobu určitá výlučná práva k jejich dílu. Autorské právo je součástí tzv. duševního vlastnictví.
Autorské právo nechrání samotné myšlenky či ideje; chrání pouze konkrétní díla, konkrétní vyjádření takových myšlenek, dílo v objektivně vnímatelné podobě. Autorským dílem je pouze jedinečný výsledek tvůrčí činnosti autora, dílem není námět, zpráva, informace, metoda, teorie, vzorec, graf, tabulka fyzikálních konstant, výstup počítačového programu apod. samy o sobě. Vedle autorského práva v užším smyslu jsou chráněna také tzv. práva související s právem autorským, kam patří práva výkonného umělce k vlastnímu výkonu, práva výrobců zvukových a zvukově obrazových záznamů, právo rozhlasového a televizního vysílatele a právo nakladatele. Obdobná je také ochrana databáze.
Autorské právo je v Česku upraveno autorským zákonem (zákon č. 121/2000 Sb. ve znění pozdějších novelizací), v mezinárodním právu je základem několik mezinárodních úmluv, hlavně tzv. Bernská úmluva z roku 1886 a Všeobecná úmluva o autorském právu uzavřená v Ženevě v roce 1952. Pro podporu ochrany duševního vlastnictví vznikla v roce 1967 Světová organizace duševního vlastnictví (World Intellectual Property Organization, WIPO). Oblastí úpravy je občanské právo procesní.
Fakt, že dané dílo je chráněným autorským dílem, se často signalizuje symbolem © následovaným jménem autora a rokem. Tento symbol má však v Česku (i ve většině jiných zemí) pouze ryze informativní význam – dílo je plně chráněno i tehdy, není-li to na něm nijak uvedeno.

## Historie a koncepce

Písmeno c v kroužku – tradiční symbol copyrightu

Ve starověku autorské právo neexistovalo, autoři byli za svá díla odměňováni jen formou „čestných darů“ – honorářů – od mecenášů.
Historicky má autorské právo počátky v privilegiích udělovaných ve středověku panovníkem – ten mohl (čistě podle své vůle, aniž by na to měl kdokoli právní nárok) rozhodnout o vytvoření speciálního výlučného režimu pro danou osobu (častěji spíše vydavatele než přímo autora). Pak šlo spíše o jakýsi druh kartelu. V 17. století začal v Anglii vznikat systém (na základě precedenčního práva), kterým se definovaly objektivní právní podmínky, za kterých k takové ochraně vznikl právní nárok. Tamtéž pak v roce 1709 vznikl vůbec první plnohodnotný autorský zákon nazývaný Statute of Anne („zákon královny Anny“). Podmínkou ochrany byla registrace díla (tento princip zákona měl kořeny ve starším systému, jehož původním účelem byla cenzura).
Autorské zákony vznikaly podle různých základních koncepcí, mezi základní patří:
- Přirozeněprávní – autorské dílo je jedinečným produktem tvůrce, který k němu má přirozené vlastnické právo, stejně jako má přirozené vlastnické právo k vlastní osobě.
- Monismus majetkových práv – výsledkem duševní práce je nehmotná věc, na kterou se ale aplikují běžné principy vlastnictví. Výsledkem je plná převoditelnost všech práv. Významným případem použití tohoto principu byly USA až do roku 1988; k získání ochrany musel autor své dílo zaregistrovat.
- Monismus osobnostních práv – autorské dílo je „výronem osobnosti“ autora, a jako takové je od osobnosti neoddělitelné, takže autorská práva jsou nepřevoditelná, je k nim možno maximálně udělit licenci. Takové pojetí bylo základem staršího českého autorského zákona, i v tom současném jsou jeho pozůstatky.
- Dualismus práv – moderní kompromisní řešení, které odděluje práva osobnostní a majetková, lišící se i režimem ochrany.

Mezi další teoretické koncepce autorského práva patří
- Teorie mimořádných výkonů a společenské smlouvy – autor získává zvláštní odměnu za svůj mimořádný výkon, kterým přispěl k rozvoji společnosti.
- Teorie podnětů – prostřednictvím autorského práva motivuje společnost autory k tomu, aby tvořili díla, která společnosti prospívají. Tento prakticky nesporný ekonomický princip se objevuje již v základu autorského práva v ústavě USA, kde se dovoluje Senátu zavést (časově omezená) výhradní práva pro spisovatele a vynálezce za účelem „podporovat vědecký pokrok a užitečné znalosti a umění“.
- Teorie nepotřebnosti ochrany – podle některých teorií není autorskoprávní ochrana vůbec potřeba. Taková teorie se (částečně) projevovala mimo jiné v právu duševního vlastnictví socialistických států.

## Obsah autorského práva
Podle dualistických principů (použitých i v autorském právu Česka, potažmo celé Evropské unie) lze práva autora rozdělit do dvou základních skupin: výlučná práva osobnostní a výlučná práva majetková.
Osobnostní práva těsně souvisejí s osobností autora a jsou tedy nepřevoditelná a trvají do smrti autora, kdy zanikají. Po autorově smrti je však nadále chráněno autorství samo – nikdo si nesmí osobovat autorství cizího díla (vždy musí být uveden skutečný autor, je-li znám) a díla nesmí být užíváno způsobem snižujícím jeho hodnotu. Mezi osobnostní práva autora patří právo rozhodnout o zveřejnění díla, právo osobovat si autorství či právo na nedotknutelnost díla (do díla smí být zasahováno jen se souhlasem autora, dílo nesmí být užíváno způsobem snižujícím jeho hodnotu apod.).
Majetková práva poskytují autorovi výlučné právo na rozhodování o užívání jeho díla. Jiná osoba než autor smí dílo užít pouze na základě autorova oprávnění, případně ve výjimečných případech stanovených zákonem (viz omezení autorských práv níže). Do práva na užití díla patří:
- právo na rozmnožování díla,
- právo na rozšiřování díla či jeho rozmnoženiny,
- právo na pronájem díla či jeho rozmnoženiny,
- právo na půjčování díla či jeho rozmnoženiny,
- právo na vystavování díla či jeho rozmnoženiny,
- právo na sdělování díla veřejnosti (provozování živě či ze záznamu, přenos provozování díla, vysílání rozhlasem či televizí apod.);

kromě těchto práv do majetkových autorských práv patří také
- právo na odměnu při opětném prodeji originálu díla uměleckého,
- právo na odměnu v souvislosti s rozmnožováním díla pro osobní potřebu (viz užití pro osobní potřebu níže).

Majetková autorská práva trvají ve většině států světa (včetně Evropské unie a USA) obecně po dobu autorova života a 70 let po jeho smrti; Bernská úmluva vyžaduje délku ochrany minimálně 50 let po smrti autora. V případě spoluautorství se doba ochrany vztahuje ke smrti posledního žijícího autora. U anonymních a pseudonymních děl, kde autor není všeobecně znám, se lhůta počítá od prvního oprávněného zveřejnění. Dílo, u kterého uplynula doba ochrany majetkových práv, se nazývá volné dílo; každý ho může volně užít (jak už bylo uvedeno, musí však být uveden autor a dílo nesmí být užito způsobem snižujícím jeho hodnotu).
Podle současného autorského zákona platného v Česku jsou i majetková práva nepřevoditelná (jsou však součástí pozůstalosti), lze k nim však udělovat licence, pomocí kterých lze dosáhnout účinku podobného převodu.

### Vznik, trvání a vymáhání autorských práv
Podle principů zakotvených v Bernské úmluvě vzniká autorské právo k dílu automaticky, okamžikem, kdy je dílo vyjádřeno v jakékoli objektivně vnímatelné podobě. Autorské právo není vázáno na konkrétní předmět, jímž je dílo vyjádřeno – jeho zničením autorská práva nezanikají, nabytím vlastnických práv k tomuto předmětu se nenabývají autorská práva k dílu, dokonce ani právo dílo užít.
Autorské právo k dílu získává automaticky jeho autor, fyzická osoba, která dílo vytvořila (v případě spoluautorství všichni autoři společně a nerozdílně). Částečnou výjimkou jsou tzv. zaměstnanecká díla, tzn. díla, která autor vytvořil v rámci plnění svých povinností k zaměstnavateli. U takových děl (není-li dohodnuto jinak) majetková práva vykonává svým jménem a na svůj účet zaměstnavatel. Obdobně se zachází s tzv. kolektivními díly, tzn. díly tvořenými více autory na podnět a pod vedením fyzické či právnické osoby a uváděno na veřejnost pod jejím jménem, přičemž příspěvky zahrnuté do takového díla nejsou schopny samostatného užití.
Jak už bylo uvedeno, osobnostní autorská práva trvají po dobu života autora, majetková práva po dobu autorova života a 70 let po jeho smrti.
Autor může svá práva vynutit občanskoprávní žalobou, kterou se může domáhat určení svého autorství, zákazu ohrožení svých práv (zákazu neoprávněné výroby, obchodování, dovozu či vývozu, sdělování veřejnosti apod.), odstranění následků zásahu do práva i poskytnutí přiměřeného zadostiučinění (omluvou či v penězích); autor také může vyžadovat náhradu škody a vydání bezdůvodného obohacení. Ten, kdo porušuje autorské právo, se však podle českého práva také dopouští trestného činu podle trestního zákoníku („porušování autorského práva, práv souvisejících s právem autorským a práv k databázi“), který může být v trestněprávním procesu potrestán peněžitým trestem, propadnutím věci, ale také odnětím svobody až na dva roky (až pět let, pokud pachatel získal značný prospěch či dopustil-li se činu ve značném rozsahu; případně až osm let, pokud pachatel získal prospěch velkého rozsahu či dopustil-li se činu ve velkém rozsahu).

## Omezení autorských práv

### Idea versus konkrétní provedení
Autorské právo se vztahuje pouze na konkrétní podobu díla – na dílo vyjádřené v jakékoli objektivně vnímatelné podobě (včetně podoby elektronické). Autorským právem není chráněna idea či námět díla sám o sobě. Pokud například kniha (dílo chráněné autorským právem) popisuje nějakou novou techniku úpravy dřeva, autorské právo k obsahu knihy nijak nebrání využívání této techniky čtenářem, ani popisování této techniky dalším osobám; autorské právo chrání pouze to konkrétní vyjádření, které je v dané knize. Samotnou techniku lze chránit prostřednictvím patentového práva, jedná se však o zcela odlišnou oblast duševního vlastnictví, která s autorským právem přímo nesouvisí.
Samotné informace autorským právem chráněny nejsou; může však být chráněn způsob, kterým jsou uvedeny a uspořádány, vykazuje-li znaky autorského díla (hlavně tvůrčí přínos; např. abecední řazení jistě není výsledkem tvůrčí činnosti). Taková ochrana se však opět vztahuje výhradně na tento konkrétní způsob uspořádání, nikoli na informace samotné. Soubory dat (databáze) jsou ovšem v autorském zákoně chráněny zvláštními právy – pokud při jejím sestavování dodal pořizovatel kvalitativně nebo kvantitativně podstatný vklad k pořízení, ověření nebo předvedení jejího obsahu, má výhradní právo na vytěžování a zužitkování databáze jako celku či její podstatné části, které trvá 15 let od jejího pořízení či zveřejnění. Toto výhradní právo však neomezuje běžné a přiměřené používání takové databáze jejími oprávněnými uživateli.

### Výjimky z ochrany ve veřejném zájmu
Z autorskoprávní ochrany jsou vyňata některá díla, protože jejich ochrana by byla v rozporu s veřejným zájmem. Podle českého autorského zákona je v současnosti takto dovoleno volně užívat:
- úřední díla (texty zákonů a dalších právních předpisů, veřejných listin, rozhodnutí, státní symbol apod.) a
- výtvory tradiční lidové kultury, není-li pravé jméno autora obecně známo (ani jako pseudonym); takové dílo lze užít jen způsobem nesnižujícím jeho hodnotu.

### Bezúplatné zákonné licence
Autorské právo výslovně dovoluje některé specifické způsoby využívání díla. Nejdůležitějším povoleným způsobem je citace – do autorského práva nezasahuje ten, kdo v odůvodněné míře (drobná díla je možno uvést celá) cituje ve svém díle výňatky ze zveřejněných děl jiných autorů, za předpokladu, že uvede jméno autora (je-li známo), název díla a pramen. Obdobně lze zveřejněná díla užít k vědeckým či vzdělávacím důvodům v přednášce.
České autorské právo také umožňuje komukoli zaznamenat či vyjádřit kresbou, malbou, grafikou, fotografií, filmem či jinak autorské dílo trvale umístěné na veřejném prostranství (ulici, náměstí, parku, apod.). Takto vzniklá vyobrazení je možno rozmnožovat a šířit i bez svolení autora původního díla, avšak autor a název původního díla by měli být uvedeni. Tato výjimka se nevztahuje na trojrozměrnou kopii původního díla například stavbou či sochou. Toto ustanovení českého práva nemá protějšek ve všech zemích. Například ve Francii, kde je návrh nočního osvětlení Eiffelovy věže chráněn autorským právem, je proto zakázáno bez dovolení šířit noční fotografie Eiffelovky.
Zákon také obsahuje ustanovení o tzv. úřední a zpravodajské licenci, kdy se libovolné dílo smí v odůvodněné míře používat pro úřední účely, resp. aktuální zpravodajství. Autorské dílo se také smí volně používat pro nevýdělečné účely v rámci občanských a náboženských obřadů či v rámci školního představení. Obdobné výjimky - knihovní licenci - mají knihovny, archivy apod.
Všechny výjimky z autorskoprávní ochrany podléhají podle Bernské úmluvy tzv. trojstupňovému testu. Jakoukoli výjimku či omezení autorského práva lze podle tohoto testu aplikovat jen ve zvláštních případech (nesmí se jednat o běžný základní stav), nesmějí být v rozporu s běžným způsobem užití díla a nesmějí jí být nepřiměřeně dotčeny oprávněné zájmy autora.

### Užití pro osobní potřebu
Autorský zákon používá termínu užití díla, ze kterého ovšem výslovně vyjímá užití pro osobní potřebu. Jakékoli dílo kromě počítačového programu či elektronické databáze proto kdokoli smí pro svou osobní potřebu konzumovat, zhotovit záznam, rozmnoženinu či napodobeninu (netýká se rozmnoženiny či napodobeniny architektonického díla stavbou). Takto vzniklé rozmnoženiny nesmějí být využity k jinému účelu (např. je nelze dále šířit).
Aby taková užití pro osobní potřebu nebyla na újmu autorů, poskytuje autorský zákon autorům paušální platby v souvislosti s takovým užitím. Každý výrobce či dovozce strojů a přístrojů pro rozmnožování tiskovin, zvukových či filmových nahrávek, výrobce či dovozce nenahraných nosičů zvukových a filmových záznamů apod. je povinen platit paušální poplatky tzv. kolektivnímu správci, tzn. organizaci, která takto vybrané prostředky spravuje a rozděluje autorům. V praxi je proto součástí ceny každého prázdného CD média, videorekordéru či kopírky drobná platba (ve výši několika procent ceny) kolektivnímu správci práv. V Česku jsou kolektivními správci v současnosti DILIA, Ochranný svaz autorský, Intergram, OOA-S, GESTOR a Ochranná asociace zvukařů.
Soudní dvůr Evropské unie v roce 2014 rozhodl, že vnitrostátní předpisy pro právo na rozmnoženiny pro soukromé užití musí rozlišovat mezi oprávněnými a neoprávněnými zdroji.

### Vyčerpání práva na rozšiřování
Autorské právo neomezuje kohokoli v prodeji oprávněně nabytých kopií autorského díla. Je proto zcela v souladu se zákonem, pokud např. zákonný vlastník knihy či CD, jejichž obsah je chráněn autorským právem, takovou knihu či CD prodá.
V zákoně je tento princip definován tím, že autorovo právo na rozšiřování originálu či konkrétní rozmnoženiny (v daném státě, resp. v EU) je vyčerpáno prvním prodejem či jiným převodem vlastnického práva, kterým je dílo oprávněně rozšířeno. Toto vyčerpání se však netýká práv na pronájem a půjčování.

### Fair use
V některých zemích (hlavně USA, částečně také Spojené království) je ochrana autorských děl oslabena tím, že některé způsoby jejich využití bez svolení autora jsou označeny jako „rozumné, patřičné“. Sem patří využití za účelem kritiky, parodie, komentáře, výuky, výzkumu apod. V Česku podobné ustanovení neexistuje, jistou podobnost vykazují některá výše uvedená omezení.

## Kritika
Současná úprava autorských práv je celosvětově kritizována z hlediska koncepce. Jedna skupina kritiků odmítá autorské právo jako uměle vytvořený monopol, který narušuje tržní prostředí. Jiní zastávají koncepci autorského práva jako účelového nástroje na podporu nové tvorby. Tato skupina kritizuje především příliš dlouhou dobu platnosti majetkových práv v poměru k průměrné komerční životnosti díla (argumentují, že většina tvorby bude zapomenuta dřív, než vyprší její ochrana) a omezení práva vytvářet a šířit odvozená díla. Kritici se neshodují na tom, zda je třeba autorský zákon pouze od základu reformovat, nebo bez náhrady zrušit.
Dále je předmětem kritiky možná změna významu autorskoprávní legislativy způsobená vývojem technologií. Kritici argumentují, že formulace Bernské úmluvy udělující autorům výhradní právo vytvářet rozmnoženiny díla pochází z doby, kdy nástroje na hromadnou tvorbu kopií byly doménou výhradně vydavatelů. Autorská práva tedy podle nich existují výhradně na ochranu autora před vydavatelem a vůbec se nemají týkat nekomerčního užití děl.
V České republice je předmětem kritiky i postavení kolektivních správců, zejména jejich zákonné právo vybírat poplatky a udělovat licence k některým druhům užití i jménem autorů, které příslušný kolektivní správce nezastupuje. Kritizováno je také ustanovení autorského zákona, podle kterého může oprávnění k výkonu kolektivní správy pro každou skupinu kolektivně spravovaných práv získat pouze jedna organizace.

## Související témata

### Licence
Právo na různé způsoby užití díla je možno převádět, prodávat apod. Například hudební skupina při nahrávání desky typicky podepíše smlouvu, na jejímž základě bude mít produkční firma exkluzivní právo na šíření nahrávky, zatímco hudebníkům firma poskytne nějakou odměnu (např. určenou nějakým procentem z výnosů, případně pevnou platbu).
Základním typem dohody o autorských právech je tzv. licence, licenční smlouva. Pomocí licenční smlouvy autor poskytuje oprávnění k užití díla za určitých podmínek (nejčastěji na základě odměny). Licence může být výhradní nebo nevýhradní – v případě výhradní licence se autor zavazuje, že licenci neposkytne nikomu jinému.
V českém právním řádu není možné převést či prodat samotná autorská práva – ta zůstávají vždy autorovi. Stejně tak nemůže autor poskytnout licenci na způsob využití, který v době udělení licence nebyl znám. Tato ustanovení mají za cíl chránit autora před uzavřením nevýhodné smlouvy.

### Jiné formy duševního vlastnictví
Autorské právo není jedinou formou tzv. duševního vlastnictví. Základní rozdíly mezi autorským právem a ostatními formami jsou v subjektu ochrany: autorské právo chrání tvůrčí či umělecké ztvárnění ideje, patentové právo chrání ideu, která zakládá vynález, ochranné známky chrání označení používané ve vztahu k výrobku či službě a užitný či průmyslový vzor chrání technické řešení, resp. vzhled výrobku.
Ačkoli různé formy duševního vlastnictví jsou na sobě nezávislé, často je jeden objekt chráněn na základě více forem současně. Například u Spejbla a Hurvínka jsou vzhled a jména loutek chráněny ochrannými známkami, zatímco loutky samy jsou stejně jako konkrétní divadelní představení chráněny autorskými právy.
Jedním z podstatných rozdílů také je, že autorské právo má striktně omezenou časovou platnost, zatímco ochranná známka může platit neomezeně dlouho, pokud je neustále využívána a jsou pravidelně placeny poplatky příslušným úřadům.

### Označení © a ℗
V některých státech (hlavně v USA) bylo dříve nutné dílo registrovat, pokud mělo požívat ochrany autorským právem. Všeobecná úmluva o autorském právu z roku 1952 umožnila, aby byla v těchto státech díla z jiných zemí (kde registrace nebyla podmínkou ochrany) chráněna i bez registrace, pokud byla označena tzv. copyrightovou výhradou. Takové označení obvykle sestávalo ze značky písmene c v kroužku – ©, případně slova copyright, následované rokem vzniku a označením držitele autorských práv. Ve většině zbytku světa a od roku 1989 i v USA však takové označení není vyžadováno – dílo je chráněno automaticky, aniž by to na něm muselo být výslovně uvedeno a aniž by se autor musel jakkoli registrovat. (Označení je z právního hlediska vyžadováno pouze pro díla, která vznikla před přijetím Bernské úmluvy příslušnou zemí, to je ale evidentně okrajový případ.) Označení © se přesto často objevuje, má však spíše informační hodnotu; jeho právní význam je minimální, dá se pouze předpokládat, že by v případném soudním procesu mohlo označení zdůraznit fakt, že viník o tom, že se jedná o chráněné dílo, musel vědět, neboť je to na díle explicitně uvedeno.
Poblíž tohoto označení se také často objevuje výraz „všechna práva vyhrazena“ – ten má svůj původ v úmluvě z Buenos Aires, která již byla překonána novějšími mezinárodními smlouvami, podle kterých autorskoprávní ochrana vzniká automaticky a toto upozornění opět není vyžadováno. I zde se tedy jedná o čistě informativní poznámku.
Obdobou symbolu © je symbol ℗, který označuje tzv. fonogramovou výhradu podle Římské úmluvy. Takto se na zvukových nosičích uvádějí informace o nositelích práv k fonogramu a k právu výkonného umělce k jeho výkonu.
V Unicode má symbol © kód U+00A9, symbol ℗ má kód U+2117. Do (X)HTML lze znak © zapsat entitou &copy;. Na klávesnici tyto symboly zpravidla nejsou, ve Windows lze znak © zapsat pomocí Alt+0169. Kromě těchto znaků, jejichž význam je přímo definován jako označení copyrightu, obsahuje Unicode další graficky podobné značky:
| Znak            | 🄫                                     | 🄫                                     | 🄯               | 🄯               | Ⓒ                              | Ⓒ                              | ⓒ                            | ⓒ                            | 🄒                                    | 🄒                                    | ⒞                                  | ⒞                                  | Ⓟ                              | Ⓟ                              |
| --------------- | ------------------------------------- | ------------------------------------- | --------------- | --------------- | ------------------------------ | ------------------------------ | ---------------------------- | ---------------------------- | ------------------------------------ | ------------------------------------ | ---------------------------------- | ---------------------------------- | ------------------------------ | ------------------------------ |
| Název v Unicodu | Circled italic latin capital letter C | Circled italic latin capital letter C | Copyleft symbol | Copyleft symbol | Circled latin capital letter C | Circled latin capital letter C | Circled latin small letter c | Circled latin small letter c | Parenthesized latin capital letter C | Parenthesized latin capital letter C | Parenthesized latin small letter c | Parenthesized latin small letter c | Circled latin capital letter P | Circled latin capital letter P |
| Kódování        | dec                                   | hex                                   | dec             | hex             | dec                            | hex                            | dec                          | hex                          | dec                                  | hex                                  | dec                                | hex                                | dec                            | hex                            |
| Unicode         | 127275                                | U+1f12b                               | 127279          | U+1f12f         | 9400                           | U+24b8                         | 9426                         | U+24d2                       | 127250                               | U+1f112                              | 9374                               | U+249e                             | 9413                           | U+24c5                         |
| UTF-8           | 240 159 132 171                       | f0 9f 84 ab                           | 240 159 132 175 | f0 9f 84 af     | 226 146 184                    | e2 92 b8                       | 226 147 146                  | e2 93 92                     | 240 159 132 146                      | f0 9f 84 92                          | 226 146 158                        | e2 92 9e                           | 226 147 133                    | e2 93 85                       |
| UTF-16          | 55420 56619                           | d87c dd2b                             | 55420 56623     | d87c dd2f       | 9400                           | 24b8                           | 9426                         | 24d2                         | 55420 56594                          | d87c dd12                            | 9374                               | 249e                               | 9413                           | 24c5                           |
| Číselná entita  | &#127275;                             | &#x1f12b;                             | &#127279;       | &#x1f12f;       | &#9400;                        | &#x24b8;                       | &#9426;                      | &#x24d2;                     | &#127250;                            | &#x1f112;                            | &#9374;                            | &#x249e;                           | &#9413;                        | &#x24c5;                       |

### Zajímavosti
Existují případy, kdy se s některými konkrétními díly zachází zvláštním způsobem, který je výslovně vtělen do zákona. Například do současného autorského zákona platného ve Spojeném království byl vložen dodatek, podle něhož je londýnská dětská nemocnice Great Ormond Street Hospital navěky (!) držitelem autorských práv na pohádku o Petru Panovi, která jí původně věnoval autor James Matthew Barrie v roce 1929. Nemocnice ovšem nemá plná autorská práva, její role je omezena na pobírání autorského honoráře.
Zvláštní statut má ve Spojeném království také Bible krále Jakuba – zatímco ve zbytku světa se již zpravidla jedná o volné dílo, ve Spojeném království je držitelem autorských práv Koruna a pro šíření je třeba povolení.
Velmi zajímavou skutečností jsou autorská práva v Číně. Teprve s rostoucím potenciálem Číny pro zahraniční obchod v posledních desetiletích se tamější zákonodárci začali zaobírat autorskoprávní legislativou. Do té doby byla Čína obecně považována za stát, který na autorská práva příliš nedbá. Proces přijetí zákona o ochraně duševního vlastnictví, potažmo práv autorských, byl výrazně urychlen se vstupem Číny do Světové obchodní organizace (WTO) 11. 12. 2001. Čína musela přizpůsobit své právní předpisy požadavkům mezinárodní dohody o ochraně duševního vlastnictví. Tím, že čínský autorský zákon není prověřený léty praxe, nastávají praktické problémy. Příkladem může být to, že často dochází k místnímu protekcionismu na úkor zákona nebo že pro sankciování porušitelů autorských práv není vytvořen speciální úřad a tyto případy tedy musí řešit nezpůsobilé orgány.
Schválením nového autorského zákona 121/2000 Sb. došlo k naplnění závazku České republiky, které bylo vyžadováno pro vstup ČR do EU. Tento nový autorský zákon ve svém znění plně respektuje směrnice EU, ovšem jako zákon každé jiné země EU má své individuální prvky. Evropská unie se snaží o právní sblížení všech členských zemí, ale toho nelze dosáhnout úplně (např. kvůli tradicím jednotlivých států).
V roce 1996 vyhlásilo UNESCO 23. duben (pravděpodobný den narození a den úmrtí Williama Shakespeara) světovým dnem knihy a autorských práv.